# Luigi Capuana

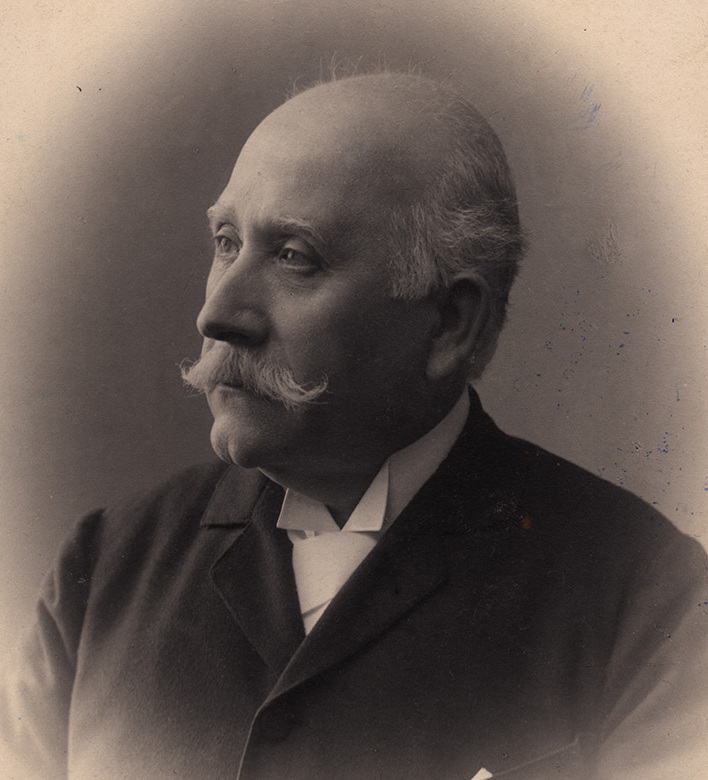
Luigi Capuana

Luigi Capuana (* 28. März 1839 in Mineo; † 29. November 1915 in Catania) war ein italienischer Schriftsteller aus Sizilien. Er zählt zu den Hauptvertretern der italienischen Literaturströmung des Verismus.

## Leben
Luigi Capuana wurde als Sohn eines wohlhabenden Landbesitzers geboren. Ab 1851 besuchte er das Collegio Capizzi in Bronte, wo er erste literarische Impulse erhielt, musste die Schule aber 1855 aufgrund seiner angegriffenen Gesundheit wieder abbrechen und bildete sich autodidaktisch weiter. Nach einem abgebrochenen Jurastudium ging er 1864 nach Florenz. 1868 kehrte er in seinen Heimatort Mineo zurück und wurde dort Bürgermeister. 1875 zog er nach Mailand und war als Literatur- und Theaterkritiker für den Corriere della Sera tätig. Von 1882 an lebte er abwechselnd in Rom und Catania. 1902 ließ er sich endgültig in Catania nieder und wurde Dozent an der Universität Catania. Mit seiner Haushälterin hatte er mehrere Kinder, die er jedoch nicht zu sich nahm, sondern in ein Waisenhaus gab.
Capuana verfasste zunächst Literatur- und Theaterkritiken und begann dann, selbst Novellen, Romane, Gedichte und Märchen in sizilianischer Sprache zu schreiben. Beeinflusst durch den Naturalismus und die Werke Émile Zolas prägte er, wie auch seine Zeitgenossen Giovanni Verga und Federico De Roberto, den Stil des Verismus.

## Werke (Auswahl)
- Giacinta, 1879, Roman
  - Giacinta. Roman. Übersetzt von Stefanie Römer. Nachwort von Angela Oster. Manesse, München 2017, ISBN 978-3-7175-2434-2.

- La Sicilia e il brigantaggio („Sizilien und das Brigantentum“), 1892, Essay
  - Das heutige Sizilien. Übersetzt von Alfred Ruhemann. Paul Hüttig, Berlin 1893 (Google Books).
- Il marchese di Roccaverdina, 1901, Roman
  - Der Marchese von Roccaverdina. Roman. Aus dem Italienischen ins Deutsche übertragen von Charlotte Birnbaum. Desch, München 1967.
  - Der Marchese von Roccaverdina. Roman. Aus dem Italienischen übersetzt von Monika Köster und Christian Wagner. Rütten und Loening, Berlin 1980. Piper, München 1991, ISBN 3-492-11227-7. Aufbau-Taschenbuch-Verlag, Berlin 1999, ISBN 3-7466-6059-9.

- Un vampiro, 1907, Erzählung
  - Ein Vampir. Übersetzt von Helmut Degner. In: Vampire. Anthologie. Fackelverlag, Olten 1969, S. 224–238.

- Fiabe, 1911, Märchensammlung
  - Fiabe Italiane – Italienische Märchen. Auswahl und Übersetzung von Ina-Maria Martens und Emma Viale-Stein. dtv, München 2004, ISBN 3-423-09433-8.

## Verfilmungen
- 1942: Eifersucht (Gelosia) nach dem Roman "Der Marchese von Roccaverdina"
- 1956: Der Narr und die Tänzerin (I Girovaghi)